# Mihăiești, Alba
Mihăiești este un sat în comuna Bistra din județul Alba, Transilvania, România.